# Opel Astra F
Opel Astra F — первое поколение автомобиля компактного класса Opel Astra, выпускался с июля 1991 по март 1998 года (кабриолет до января 2000 года). В сентябре 1994 года модель претерпела некоторые косметические изменения. Astra F производилась в Польше под именем Astra Classic с 1998 по 2002 года для Центрально- и Восточноевропейских рынков, а также для Турции.
Opel Astra F является преемником Opel Kadett E и является шестой моделью в ряду Kadett/Astra. С сентября 1994 года начался выпуск модернизированной версии Astra F с улучшенной защитой от коррозии. Также, по желанию покупателей, стала возможна установка четырёхскоростной автоматической коробки передач от японской фирмы Aisin AW.

## Общие сведения
Изначально, с июля 1991 года, Astra F выпускалась в 3- и 5-дверном кузове хетчбэк. В октябре 1991 года выходит модель с кузовом универсал (Caravan). Вслед за этим, был представлен автомобиль в кузове фургон (Lieferwagen или Lfw) В мае 1992 на рынок выходит Astra F в кузове 4-дверный седан. В августе 1993 был представлен автомобиль в кузове кабриолет.
Первоначально автомобиль поставлялся только с бензиновыми моторами объёмом от 1,4 до 2,0 литров. Все двигатели имели электронную систему подачи топлива, но на некоторые рынки, в первый год производства, поставлялся карбюраторный двигатель 14NV 1,4 л., 75 л.с. Оснащение дизельным мотором началось спустя 3 месяца после выхода модели. Первоначально был представлен единственный вариант дизельного двигателя — 17YD 1,7 л., 57 л.с.

### Фейслифтинг
С сентября 1994 года начался выпуск переработанной модели Opel Astra F. Например, были заменены внешние зеркала (до этого они были идентичны зеркалам Kadett E), дверные ручки (с конца 1995 года), решётка радиатора, фары, противотуманные фары перестали ставить линзованные Bosch, а начали комплектовать автомобили более дешёвыми противотуманными фарами с обычным отражателем(светопрозрачное стекло), серийно начали красить нижнюю часть пластиковых бамперов (кроме базовой модели). У универсала до сих пор не покрывавшаяся краской нижняя планка 5-й двери теперь красилась (кроме базовой модели). Задние фонари стали тонировать.
Теперь на все модели стали устанавливать 2 подушки безопасности (у водителя объёмом 67 л., у пассажира - 120 л.). Был заменён информационный дисплей в салоне, который теперь отображал наружную температуру (TID; Triple Info Display)предупреждающий водителя при понижении температуры ниже +3 °C. Так же в TID стало возможным считывание скорости. Так же были произведены следующие технические изменения: масляные амортизаторы были заменены на газонаполненные, что позволило несколько улучшить ходовые качества автомобиля; изменено крепление стабилизаторов в треугольных рычагах независимой подвески спереди; модифицированы соединительные тяги; изменено крепление глушителя.
В последующие годы в автомобиль вносились так же незначительные изменения, например, с 1997 модельного года молдинги передних дверей имеют один винт крепления, а не два, как раньше. С 1998 модельного года на переднем крыле появился боковой сигнал поворота.

## Безопасность
Astra F обладает спектром активных и пассивных систем безопасности. При проектировке автомобиля с помощью ЭВМ были рассчитаны элементы жёсткости. Кузов был разработан очень прочным на кручение. Были установлены настраиваемые по высоте ремни безопасности. Сиденья и крепления ремней безопасности сконструированы с условием недопускания проскальзывания сидящего под ремнём. Для сидящих впереди предусмотрены подголовники, не стесняющие обзор назад и предотвращающие травмы шеи при столкновении. С 1992 года за дополнительную цену устанавливалась подушка безопасности для водителя. С конца 1994 года серийно устанавливались две подушки безопасности. Система ABS предлагалась только за дополнительную плату от начала и до конца выпуска модели.

## Цвета
Opel Astra F предлагалась в следующих цветах:
| Uni      | Uni      | Uni      | Uni      | Uni      | Uni      | Metallic | Metallic |  |
| Metallic | Metallic | Metallic | Metallic | Metallic | Metallic | Metallic | Metallic |  |
| Metallic | Metallic | Metallic | Metallic | Metallic | Metallic | Metallic | Metallic |  |

## Моторы
Бензиновые двигатели
| Модель      | цилиндры | объём    | мощность            | крутящий момент Н·м при мин.−1 | обозначение | экологический стандарт | производство |
| ----------- | -------- | -------- | ------------------- | ------------------------------ | ----------- | ---------------------- | ------------ |
| 1.4 i       | 4        | 1389 см³ | 44 кВт (60 л. с.)   | 103 / 2600                     | C14NZ       | E2                     | 09/91–08/96  |
| 1.4 i       | 4        | 1389 см³ | 44 кВт (60 л. с.)   | 103 / 2800                     | X14SZ       | Euro 2/D3              | 09/96–03/98  |
| 1.4 Si      | 4        | 1389 см³ | 60 кВт (82 л. с.)   | 115 / 3400                     | 14SE        |                        | 09/92–03/98  |
| 1.4 Si      | 4        | 1389 см³ | 60 кВт (82 л. с.)   | 114 / 3400                     | C14SE       | E2                     | 09/91–03/96  |
| 1.4 16V     | 4        | 1389 см³ | 66 кВт (90 л. с.)   | 125 / 4000                     | X14XE       | Euro 2/D3              | 01/96–02/98  |
| 1.6 i       | 4        | 1598 см³ | 52 кВт (71 л. с.)   | 128 / 2800                     | X16SZ       | Euro 2/D3              | 05/93–01/96  |
| 1.6 i       | 4        | 1598 см³ | 55 кВт (75 л. с.)   | 125 / 3200                     | C16NZ       | E2                     | 09/91–08/94  |
| 1.6 i       | 4        | 1598 см³ | 55 кВт (75 л. с.)   | 128 / 2600                     | X16SZR      | Euro 2/D3              | 02/96–03/98  |
| 1.6 Si      | 4        | 1598 см³ | 74 кВт (100 л. с.)  | 135 / 3400                     | C16SE       | E2                     | 02/93–08/94  |
| 1.6 i 16V   | 4        | 1598 см³ | 74 кВт (100 л. с.)  | 148 / 3500                     | X16XEL      | Euro 2/D3              | 09/94–03/98  |
| 1.8 i       | 4        | 1796 см³ | 66 кВт (90 л. с.)   | 145 / 3000                     | C18NZ       | E2                     | 09/91–08/94  |
| 1.8 i 16V   | 4        | 1799 см³ | 85 кВт (115 л. с.)  | 168 / 4000                     | C18XEL      | E2                     | 09/94–01/96  |
| 1.8 16V     | 4        | 1799 см³ | 85 кВт (116 л. с.)  | 170 / 3600                     | X18XE       | Euro 2/D3              | 02/96–03/98  |
| 1.8 GSI 16V | 4        | 1799 см³ | 92 кВт (125 л. с.)  | 168 / 4800                     | C18XE       | E2                     | 08/93–10/94  |
| 2.0 GSI     | 4        | 1998 см³ | 85 кВт (115 л. с.)  | 170 / 2600                     | C20NE       | E2                     | 09/91–08/94  |
| 2.0 i 16V   | 4        | 1998 см³ | 100 кВт (136 л. с.) | 185 / 4000* 188 / 3200*        | X20XEV      | Euro 2/D3              | 03/95–03/98  |
| 2.0 GSI 16V | 4        | 1998 см³ | 110 кВт (150 л. с.) | 196 / 4600                     | C20XE       | E2                     | 09/91–08/96  |

Дизельные двигатели
| Модель  | цилиндр | объём    | мощность                      | крутящий момент Н·м при мин.−1 | обозначение     | производство |
| ------- | ------- | -------- | ----------------------------- | ------------------------------ | --------------- | ------------ |
| 1.7 D   | 4       | 1686 см³ | 42 кВт (57 л. с.)/4600 мин.−1 | 105 / 2400                     | 17YD            | 12/91–08/92  |
| 1.7 DR  | 4       | 1686 см³ | 44 кВт (60 л. с.)/4600 мин.−1 | 105 / 2400                     | 17DR            | 09/92–08/94  |
| 1.7 TD  | 4       | 1700 см³ | 50 кВт (68 л. с.)/4500 мин.−1 | 132 / 2400                     | X17DTL          | 09/94–03/98  |
| 1.7 TDS | 4       | 1686 см³ | 60 кВт (82 л. с.)/4400 мин.−1 | 168 / 2400                     | X17DT/[TC4EE1]* | 01/93–03/98  |

- Наименование до 09/95